# 맨 오브 더 이어
《맨 오브 더 이어》(영어: Man of the Year)는 미국에서 제작된 배리 레빈슨 감독의 2006년 정치 풍자 영화이다. 로빈 윌리엄스, 크리스토퍼 워컨, 로라 리니, 루이스 블랙, 제프 골드블룸 등이 출연하였고, 제임스 G. 로빈슨 등이 제작에 참여하였다.

## 줄거리
풍자 뉴스 프로그램 진행자 톰 돕스에게 한 방청객이 대통령 후보 출마를 제안한다. 온라인에서 성원이 이어지자 돕스는 후보로 등록한다. 돕스는 점점 진지하게 임하기 시작하고 무거운 시사 핵심을 코미디로 풀어내며 대선 토론과 선거 유세에서 기존 정치 풍토를 뒤흔들고, 여론 조사에서 승승장구해나간다.
한편 투표 집계기 회사 델러크로이에 근무하는 엘리너는 기계 오류를 발견하고 이를 사장 제임스에게 보고하지만 무시당한다. 돕스는 투표에 올라간 13개주를 전부 휩쓸어 대통령에 당선된다. 기계는 결함으로 인해 같은 문자가 두 번 연속 들어간 이름을 영어 알파벳 순으로 정렬해 승자를 결정하게 설정돼있었고, 이에 따라 돕스(Do"bb"s)-민주당 현직 대통령 켈로그(Kello"gg")-공화당 후보 밀스(Mi"ll"s) 순으로 득표하는 결과가 나타났던 것이다.
엘리너는 어렵게 돕스를 만나 이 사실을 전하고, 델러크로이의 갖은 훼방에도 불구하고 돕스는 결국 새터데이 나이트 라이브에서 이 사실을 폭로한다. 돕스가 출마하지 않은 새 대선 결과 켈로그가 재선에 성공해 두 번째 임기를 시작한다. 돕스는 엘리너가 제작한 새 프로그램 진행을 맡고 두 사람은 결혼에 이른다. 델러크로이 간부들은 체포되고, 타임지에서 돕스를 세계에서 가장 영향력 있는 100인 중 하나로 선정한다.

## 출연
- 로빈 윌리엄스 - 톰 돕스 역
- 크리스토퍼 워컨 - 잭 멩컨, 매니저 역
- 로라 리니 - 엘리너 그린 역
- 루이스 블랙 - 에디 랭스턴, 토크쇼 제작자 역
- 제프 골드블룸 - 스튜어트, 고위 간부 역
- 데이비드 앨페이 - 대니, 엘리너의 동료 역
- 릭 로버츠 - 제임스 헤밍스 역
- 린다 캐시 - 제니 애덤스 역
- 데이비드 니컬스 - 켈로그 대통령 역
- 데이비드 페리 - 밀스 상원 의원 역
- 티나 페이 - 본인 역
- 에이미 폴러 - 본인 역

## 기타 제작진
- 배역: 팸 딕슨
- 미술: 스테파니아 첼라
- 의상: 델핀 화이트

## 같이 보기
- 버민 슈프림
- 도널드 트럼프